# Hambrücken
Hambrücken 5500 lakosú település Németországban, azon belül Baden-Württembergben, Karlsruhe közelében. Lakosainak száma 5626 fő (2023. december 31.).

## Népesség
A település népessége az elmúlt években az alábbi módon változott:
| Lakosok száma | 3752 | 5475 | 5527 | 5616 | 5604 | 5626 |
|               | 1975 | 2017 | 2019 | 2021 | 2022 | 2023 |